# Stigens kyrka
Stigens kyrka är namnet på en kyrkobyggnad och en fristående evangelisk-luthersk församling i Stigen, Färgelanda kommun. 
Tidigare tillhörde församlingen Missionsprovinsen, men lämnade denna 2019  och är idag en del av Bohuslän-Dals pastorat.

## Kyrkobyggnaden
Kyrkolokalen byggdes på 1960-talet av Smyrnaförsamlingen i Brålanda. Kyrkobyggnaden invigdes 2001 av biskop Bertil Gärtner och återinvigdes 2005 av missionsbiskop Arne Olsson efter att lokalen renoverats och byggts ut.
Sedan 2019 ägs den av Bohuslän-Dals pastorat.

## Verksamhet
Kring 30 personer besöker församlingens gudstjänster varje vecka; besökarna är framför allt personer från Brålanda och Färgelanda. Stigens kyrka besöks även av flyktingar från flera olika länder..
Sedan 1997 har man bedrivit verksamhet i Dalsland, ursprungligen under namnet Stigens koinonia. Bland verksamheterna märks musik, kyrkkaffe, insamlingar till missionsarbete i Ryssland, katekesförklaringar, hembesök och julluncher. 
Stigens kyrka stödjer aktivt lutherska församlingar i Vitryssland och Ryssland. Missionsarbetet reflekteras i insamlingar av pengar till verksamheter i Sankt Petersburg, Sibirien och Vitebsk. Man har bland annat samlat in pengar till att bygga upp en kyrkobyggnad och utbilda medarbetare i byn Mazolovo, Ryssland.